# Conops fraternus
Conops fraternus är en tvåvingeart som beskrevs av Krober 1933. Conops fraternus ingår i släktet Conops och familjen stekelflugor. Inga underarter finns listade i Catalogue of Life.